# Gertrudenherberge

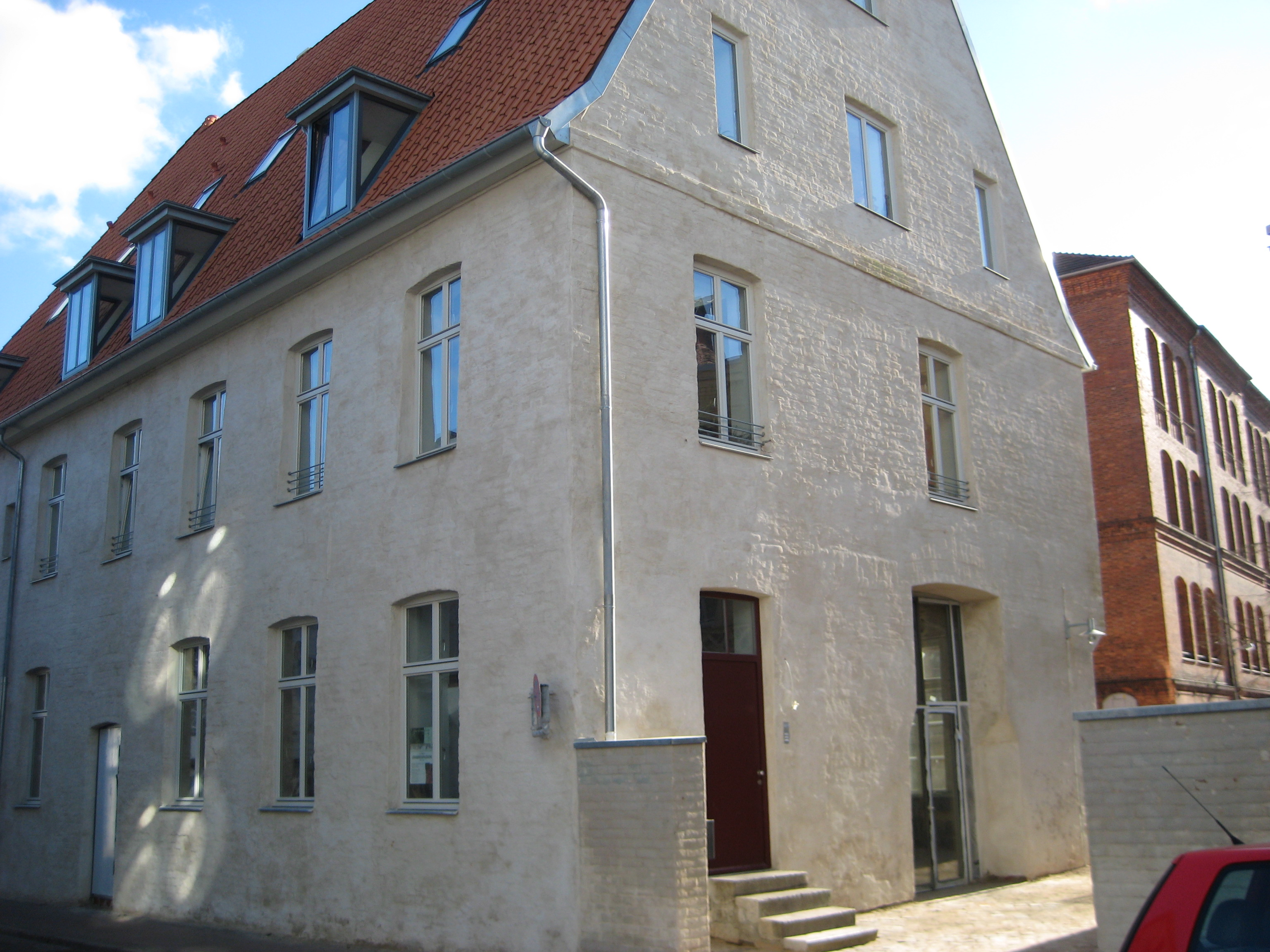
Gertrudenherberge von Westen, Februar 2008

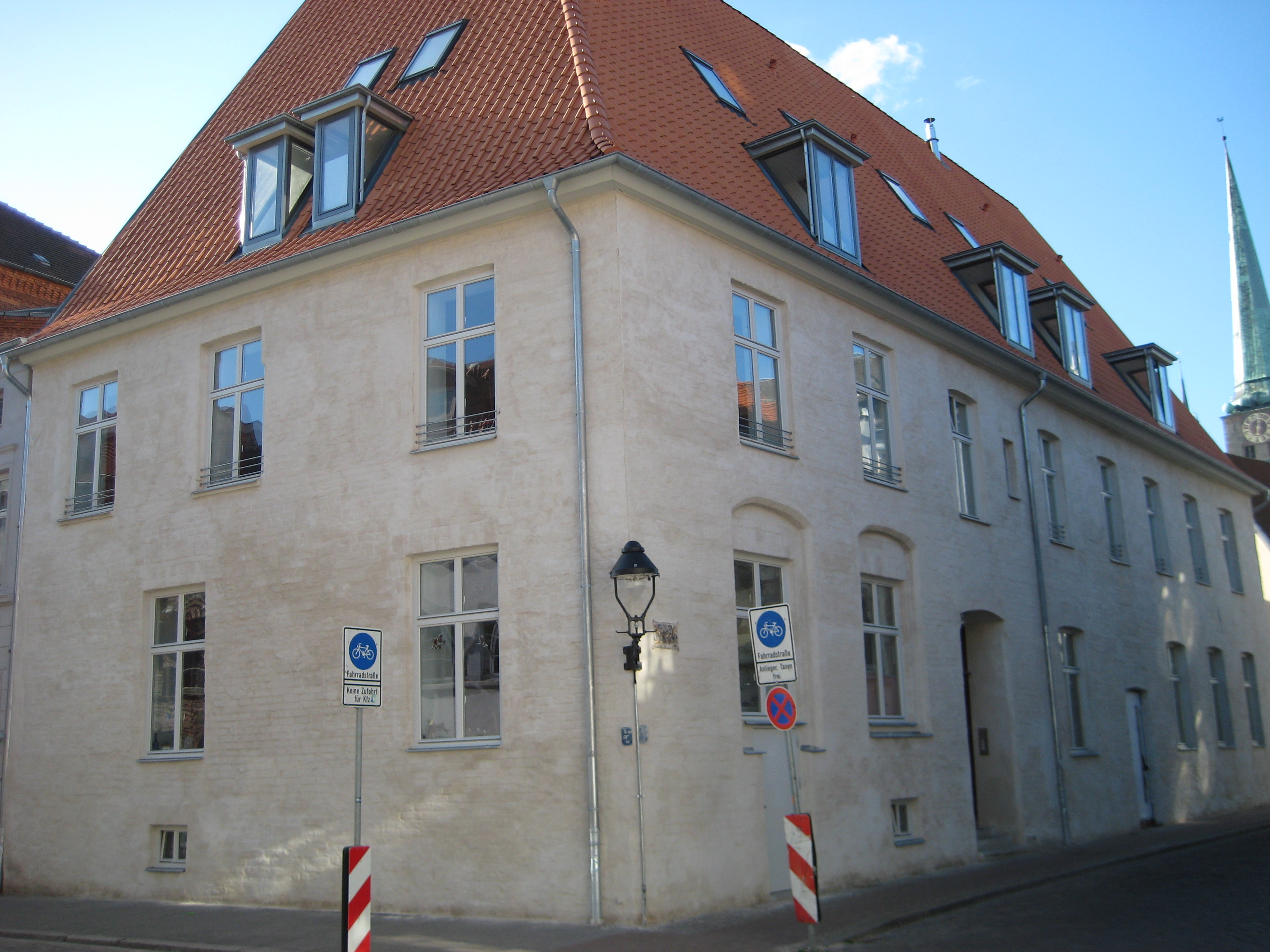
Gertrudenherberge 2008, von Osten

Die Gertrudenherberge ist eine mittelalterliche Pilgerherberge in der Hansestadt Lübeck. Die nach der Heiligen Gertrud von Nivelles, der Schutzheiligen der Pilger, benannte Einrichtung gehörte ursprünglich zum Heiligen-Geist-Hospital. Sie ist eines der jüngst wiederentdeckten und damit erst sehr spät unter Schutz gestellten Baudenkmale des mittelalterlichen Welterbes auf der Lübecker Altstadtinsel.

## Geschichte

### Mittelalter
Die Gertrudenherberge liegt östlich unterhalb der St. Jakobikirche sowie des Heilig-Geist-Hospitals in der Großen Gröpelgrube und beherbergte im Mittelalter Pilger auf dem aufgrund des Ostseehafens hier von Nord- und Nordosteuropa über das Rheinland und Brügge in Flandern verlaufenden Jakobsweges nach Santiago de Compostela in Nordspanien.
Sie entstand um 1360 im Zuge der Hauptpestwellen von 1350 und 1367 in Lübeck, bei denen 25 % respektive 15 % der Einwohner der Stadt ihr Leben ließen. Dies machte 1350 die Anlage eines großen Pestfriedhofes, des St.-Gertruden-Friedhofs auf dem Burgfeld erforderlich. Auch eine zur Herberge gehörende Kapelle, die St.-Gertruden-Kapelle von 1373, wurde zwar nicht in engem räumlichen Zusammenhang mit dieser, sondern an dem neuen Pestfriedhof am Burgfeld erbaut. In der Pilgerherberge in der Großen Gröpelgrube standen damals 70 Betten mit Doppelbelegung für Pilger zur Verfügung. 140 Schlafplätze weisen die Unterkunft als große Herberge aus. Die Pilger hatten die Herberge nach drei Tagen Aufenthalt wieder zu verlassen.

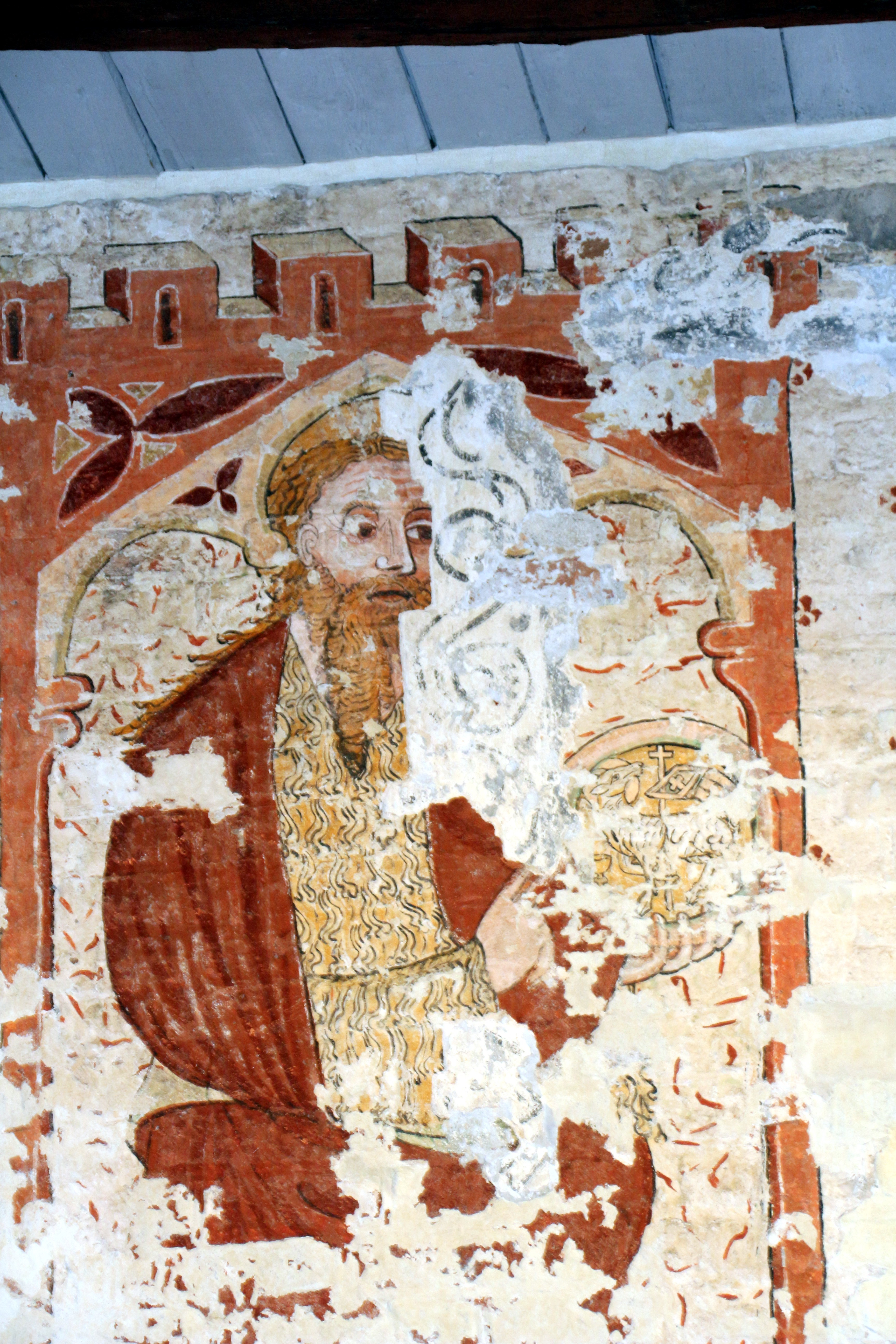
Wandgemälde Johannes der Täufer an der Westwand – deutlich sichtbar Überreste der nachreformatorischen Übermalung

### Wiederentdeckung
Der Baukörper war im Rahmen eines Sanierungsmodells bereits nach dem Wohnungseigentumsgesetz in einzelne zu errichtende Wohnungen aufgeteilt, als der Denkmalwert des Gebäudes und die besondere Schutzwürdigkeit der gotischen Halle im Erdgeschoss von den dafür zuständigen Fachleuten erkannt, und von der UNESCO und ICOMOS gegenüber den örtlichen Behörden durchgesetzt werden konnte. Die Erwerber der in diesem Bereich geplanten Wohneinheiten veräußerten daraufhin ihre Wohnungseigentumsrechte an die Stiftung Heiligen-Geist-Hospital, die nun ihrerseits den mit mittelalterlichen Fresken versehen Raum gemeinsam mit dem Verband Frau und Kultur sowie der Possehl-Stiftung in Lübeck der Öffentlichkeit sichert. Die Sanierungsarbeiten waren Anfang 2008 weitgehend abgeschlossen. Bei der Sanierung des Gebäudes wurden in der Pilgerhalle im Erdgeschoss großformatige Heiligenbilder des 14. Jahrhunderts freigelegt. Zu den Darstellungen gehören der Heilige Christophorus gegenüber der Eingangstür, Johannes der Täufer mit Lamm, die Apostel Petrus und Paulus, ein Mönch (nach Schriftquellenhinweis vermutlich ein Antoniter) sowie eine Kreuzigungsszene. Nach Einführung der Reformation wurden die Heiligenfiguren durch ein Rankenwerk übermalt.
Diese späte Entdeckung eines bedeutenden Einzeldenkmals im Rahmen der seit den 1970er Jahren laufenden Lübecker Altstadtsanierung zeigt zugleich das Ausmaß und die Schwierigkeiten der Erfassung des Flächendenkmals des Lübecker Weltkulturerbes anschaulich auf.

Modernes Symbol der Jakobsmuschel als Zeichen des Jakobsweges

In Norddeutschland sind die Jakobswege seit 2008 als neuzeitliche Fernwanderwege mit dem Pilgerzeichen von der Region Nord der Deutschen St. Jakobusgesellschaft markiert.

## Belege
1. ↑  Datum der Bestätigung der Kapelle durch den Bischof Burkhard von Serkem zitiert nach Rafael Ehrhardt: Familie und memoria in der Stadt. Eine Fallstudie zu Lübeck im Spätmittelalter. Diss. Göttingen 2001, S. 53.
2. ↑  Wand- und Deckenmalerei in Lübecker Häusern 1300-1800, Gr. Gröpelgrube 8 (Memento des Originals vom 14. Dezember 2013 im Internet Archive)  Info: Der Archivlink wurde automatisch eingesetzt und noch nicht geprüft. Bitte prüfe Original- und Archivlink gemäß Anleitung und entferne dann diesen Hinweis.
3. ↑  Sabine Risch: Pilgerherberge: Historische Schätze unter Fliesen und Putz In: Lübecker Nachrichten, 15. Mai 2008, S. 15;
Eileen Wulff: Die mittelalterlichen Wandmalereien in der ehemaligen Pilgerherberge St. Gertrud - ein Zwischenbericht. In: Lübeckische Blätter 2008, S. 184–185.

Koordinaten: 53° 52′ 16″ N, 10° 41′ 32″ O